# Eyes Like the Sky
Albums de King Gizzard & The Lizard Wizard
12 Bar Bruise
(2012) Float Along – Fill Your Lungs (en)
(2013)
Eyes Like the Sky est le deuxième album studio du groupe de rock psychédélique australien King Gizzard & The Lizard Wizard, sorti en 2013 sur le label Flightless (en). Conçu comme « un western psychédélique sous forme de livre audio », l'album est la bande son d'une histoire narrée par Broderick Smith, dans le contexte de la conquête de l'Ouest.

## Origine et conception
Le morceau Sam Cherry's Last Shot de l'album précédent est une collaboration entre le groupe et Broderick Smith (père d'Ambrose Kenny-Smith et membre du groupe de country-rock The Dingoes (en)), qui y narre une histoire inspirée de la conquête de l'ouest. La collaboration ayant inspiré Stu Mackenzie (en), il décide de développer le concept sur un album entier, pensé comme la bande-son d'un western spaghetti, et influencé par Red Dead Redemption, le film The Legend of God's Gun (en) (et sa bande son par le groupe de rock psychédélique Spindrift (en)), ou encore les romans de Cormac McCarthy (No Country for Old Men, ou Blood Meridian). 
L'écriture des textes est confiée à Smith. L'album, divisé en plusieurs chapitres, raconte l'histoire d'un jeune garçon enlevé par les Yavapais et élevé comme l'un des leurs. Smith enregistre les textes avec le micro d'un Macbook,. D'après Mackenzie, les titres Fort Whipple et The Killing Ground sont enregistrés par Cavanagh, Harwood et lui-même, dans le garage de ses parents (on entend leur chien, ainsi que les coups de marteau de son père, au début de The Killing Ground). En 2019, Mackenzie indique qu'une suite de l'album a été écrite par Smith plusieurs années auparavant, mais qu'elle n'a pas été mise en musique,,.

## Sortie
L'album sort le 22 février 2013. Les versions physiques (CD, vinyle) sont produites par Flightless (en). Une version digitale est publiée sur le Bandcamp du groupe,. L'album ne sera pas disponible sur les plateformes de streaming avant fin 2018 , quand Flightless sort une nouvelle édition de l'album en CD et vinyle,.

## Accueil critique
L'album atteint la 10e place des charts australiens en 2018, à la suite de la réédition de l'album. Tim Sendra (AllMusic) compare l'album (notamment les guitares de Mackenzie, Craig et Walker) à la musique d'Ennio Morricone. Beat Magazine décrit « un album déconcertant mais audacieux et réussi - démonstration de ténacité et de talent ». Pour Ben Robinson (Happy), l'album aborde, « au delà de l'histoire américaine, l'importance et les difficultés liées à l'héritage et à l'identité ». Il compare par ailleurs Eyes Like the Sky à l'album concept The War of the Worlds du musicien britannique Jeff Wayne (en). Pour Al Newstead (Double J), l'aspect historique et réaliste de la thématique de l'album (à la différence d'autres albums du groupe, relevant plus de la science-fiction ou de la dark fantasy) lui confère une « tension unique ».

## Liste des pistes
| 1.    | Eyes Like the Sky       | - Stu Mackenzie - Broderick Smith | 3:17 |
| 2.    | Year of Our Lord        | - Mackenzie - Smith               | 2:57 |
| 3.    | The Raid                | - Mackenzie - Smith               | 2:24 |
| 4.    | Drum Run                | - Mackenzie - Smith               | 2:42 |
| 5.    | Evil Man                | - Mackenzie - Smith               | 3:54 |
| 6.    | Fort Whipple            | - Mackenzie - Smith               | 2:56 |
| 7.    | The God Man's Goat Lust | - Mackenzie - Smith               | 3:17 |
| 8.    | The Killing Ground      | - Mackenzie - Smith               | 2:50 |
| 9.    | Dust in the Wind        | - Mackenzie - Smith               | 2:24 |
| 10.   | Guns & Horses           | - Mackenzie - Smith               | 1:08 |
| 27:49 |                         |                                   |      |

## Crédits
- Texte et narration - Broderick Smith
- Musique - King Gizzard & the Lizard Wizard
  - Michael Cavanagh
  - Cook Craig (en)
  - Ambrose Kenny-Smith
  - Eric Moore
  - Stu Mackenzie (en)
  - Lucas Harwood
  - Joey Walker (en)
- Production – Stu Mackenzie
- Enregistrement – Stu Mackenzie
- Mixage – Stu Mackenzie
- Mastering – Joseph Carra
- Illustration – Jason Galea
- Photographie - Lauren Bamford